# Les Métamorphoses 1858
Les Métamorphoses 1858 est une série de bande dessinée policière horrifique française créée par le scénariste Alexie Durand et par le dessinateur-coloriste Sylvain Ferret, publiée en décembre 2018 dans L'Immanquable et éditée en janvier 2019 par Delcourt dans la collection « Conquistador ».

## Description

### Synopsis
Paris, 1858. Le détective privé Stanislas Andrzej et le docteur Joseph Elhe, amis d’enfance, enquêtent sur la mystérieuse disparition d’une femme. En fait, cette dernière est une des trois femmes disparues dans les mêmes circonstances sans laisser trace…

### Personnages
- Stanislas Andrzej, un détective privé polonais sans succès, et il est également inventeur des gadgets.
- Joseph Elhe, un médecin, colocataire et ami d’enfance de Stanislas.
- Milo, un adolescent qui a l’habitude de fournir de bon tuyaux au détective.
- Dr Nicolas Michon

## Analyse
Depuis qu’il a abandonné son métier de l’enseigne et de la signalétique, Sylvain Ferret réalise son rêve d’enfant : être dessinateur de bande dessinée. Pour le scénario, il compte sur la tante de son épouse Alexie Durand qui, ayant une passion d’écriture à ses heures perdues, a accepté sa proposition. Après huit mois d’activité, il envoie le dossier, dont quatre planches, le découpage complet, des projets de couvertures et des recherches de personnages, aux différents éditeurs. Une semaine plus tard, le directeur de collection des éditions Delcourt David Chauvel leur propose un contrat de trois albums.

## Postérité

### Accueil critique
Philippe Tomblaine de BDZoom assure qu’« au final, et à condition de ne pas se perdre dans une intrigue qui laisse encore volontairement beaucoup de zones d’ombres ou non élucidées, on prendra un grand plaisir à parcourir les 62 planches de cet acte 1, qui se clôturent dans une ambiance à la fois holmésienne et très steampunk. Comme dans tout bon feuilleton, disons donc « À suivre ! » ». Frédéric Choulet du Parisien souligne que « haletant, c’est le mot qui colle le mieux à ce récit de bande dessinée aux airs de thriller historique. Il y a du Jack l'Éventreur et du Frankenstein dans cette histoire de serial killer se déroulant en plein XIXe Siècle (…) ».

## Publications

### Revues
- Tyria Jacobaeae, tome 1 : L'Immanquable no 95 du décembre 2018[4] au no 98 du février 2019[5]

### Albums
- 1 Tyria Jacobaeae, Delcourt, « Conquistador », janvier 2019
Scénario : Alexie Durand - Dessin et couleurs : Sylvain Ferret - (ISBN 978-2-7560-9916-3)
- 2 Dinocampus Coccinellae, Delcourt, « Conquistador », avril 2019
Scénario : Alexie Durand - Dessin et couleurs : Sylvain Ferret - (ISBN 978-2-413-01360-0)
- 3 Cochliomyia Hominivorax, Delcourt, « Conquistador », janvier 2020
Scénario : Alexie Durand - Dessin et couleurs : Sylvain Ferret - (ISBN 978-2-4130-1361-7)